# 瓦尔特·克里斯塔勒
瓦爾特·克里斯塔勒（德語：Walter Christaller，1893年4月21日—1969年3月9日）是一名德國地理學家，專門研究城市分佈規律。他於1933年創立出「中地理論」，被視為地理學界的一個重要理論。這開創性的理論不再將城市視為簡單又各個獨立的實體，而開始以系統性的對城市進行研究。他的主要研究領域包括城市空間、城鎮作為經濟地理學中單位的角色，以及分析同一地區中城鎮間的關係。

## 生平
瓦爾特·克里斯塔勒是厄德曼·戈特賴希和海倫娜·克里斯塔勒的小孩，海倫娜是伯內克（現德國阿爾滕施泰格的一部分）的基督教童書作家。他的祖父約翰·戈特利布·克里斯塔勒是一名在西非傳教的語言學家與基督教傳教士。
1914年以前，克里斯塔勒開始了在哲學和政治經濟學上的研究，並在第一次世界大戰期間在德國陸軍服役。他小時候在家自學，後來在海德堡大學和慕尼黑大學學習。1920年代他從事多樣不同的職業。1929年他重返學校學習，他發表後來讓他成名的論文中地理論，並在1933年出版成《德國南部中地》（Die zentralen Orte in Süddeutschland）。

中地理論運作方式

1930年代晚期，他在弗萊堡大學擔任短期的教職。他從不支持納粹，而且甚至曾與納粹學生黨員大打出手。在第二次世界大戰期間他進入納粹政府希姆萊下的國土計劃親衛隊工作。克里斯塔勒的工作是負責重新劃分德國東部占領區的經濟地理，即為東方總計畫，主要範圍是捷克斯洛伐克與波蘭，若是戰爭進行順利的話還包括蘇聯。克里斯塔勒被委以重劃波蘭的重責大任，他並以中地理論為主軸執行這項任務。
戰後他加入德國共產黨並在政治上保持活躍。除此之外他還投入旅遊地理學的研究。自1950年代以來他的中地理論被運用在重建聯邦德國行政區間的邊界和關係，到現在仍被政府所運用。
1950 年，克里斯塔勒與保羅·高斯和埃米爾·梅嫩一起創立德國應用地理協會（DVAG）。瓦爾特·克里斯塔勒應用地理學獎即是以他的名字為名。
他1969年3月9日在西德陶努斯山區柯尼希施泰因過世。

## 榮譽
- 1964: 美國地理學家協會傑出成就獎
- 1967: 瑞典人類學和地理學會（英语：Swedish Society for Anthropology and Geography）安德斯·雷齊烏斯獎章（德语：Anders-Retzius-Medaille）金獎
- 1968: 英國皇家地理學會維多利亞勳章
- 1968: 隆德大學榮譽博士學位
- 1968: 波鴻魯爾大學榮譽博士學位